# 萊恩斯維爾鎮區 (伊利諾伊州桑加蒙縣)
萊恩斯維爾鎮區（英語：Lanesville Township）是位於美國伊利諾伊州桑加蒙縣的一個行政鎮區。

## 地方資料
根據2010年美國人口普查的數據，萊恩斯維爾鎮區的面積為93.80平方千米，當中陸地面積為93.80平方千米，而水域面積為0.00平方千米。當地共有人口205人，而人口密度為每平方千米2.19人。